# Inga Kondeyne
Inga Kondeyne (* 13. August 1950 in Hagenow) ist eine deutsche Kunsthistorikerin und Galeristin.

## Leben
Kondeyne, Tochter eines Landarztes und einer Arzthelferin, wuchs in Rheinsberg in Brandenburg auf. Nach dem Abschluss des Abiturs 1969 ging sie nach Berlin.
Von 1971 bis 1973 studierte Kondeyne Malerei an der Kunsthochschule Berlin-Weißensee, 1973/74 Pädagogik mit den Fachrichtungen Kunst und Deutsch und 1974 bis 1979 Kunstgeschichte an der Humboldt-Universität Berlin. Sie schloss ihr Studium mit dem Diplom als Kunsthistorikerin ab und war bis 1980, unter der Leitung von Klaus Werner, wissenschaftliche Mitarbeiterin der „Galerie Arkade“ des Staatlichen Kunsthandels der DDR. 
Von 1980 bis zur deutschen Wiedervereinigung 1990 war Kondeyne Leiterin der „Galerie Rotunde“ des Staatlichen Kunsthandels der DDR im Alten Museum. 1982 trat sie in den Verband bildender Künstler der DDR (VBK) ein. 1990 wurde die „Galerie Rotunde“ privatisiert und sie beendete ihre Tätigkeit dort.
Im März 1990 war Kondeyne als Kunsthistorikerin Teil der Ausstellung  „L’autre Allemagne hors les murs“ in der Grand Halle de la Vilette in Paris. Gezeigt wurden Werke von Joachim Böttcher, Volker Henze, Hanns Schimansky und Harald Toppel.
1995 eröffnete Kondeyne die „Galerie Inga Kondeyne“ in den Hackeschen Höfen in Berlin, 2006 zog diese in die Linienstraße in Berlin-Mitte um.

## Schriften (Auswahl)
- Kondeyne ist regelmäßig Herausgeberin zahlreicher Faltblätter und Kataloge mit eigenen Textbeiträgen zur Berliner Kunst (unter anderem publizierte sie zu Lothar Böhme, Mark Lammert, Klaus Roenspieß, Hanns Schimansky und Harald Toppel.)
- Der eigene Blick. Berliner Kritiker zeigen Kunst ihrer Wahl. Katalog zur Ausstellung Ephraim Palais, (Mitautorin), Berlin 1988.